# Chlorophorus decoratus
Chlorophorus decoratus är en skalbaggsart som först beskrevs av Francis Polkinghorne Pascoe 1869.  Chlorophorus decoratus ingår i släktet Chlorophorus och familjen långhorningar. Inga underarter finns listade i Catalogue of Life.